# Вовнушки

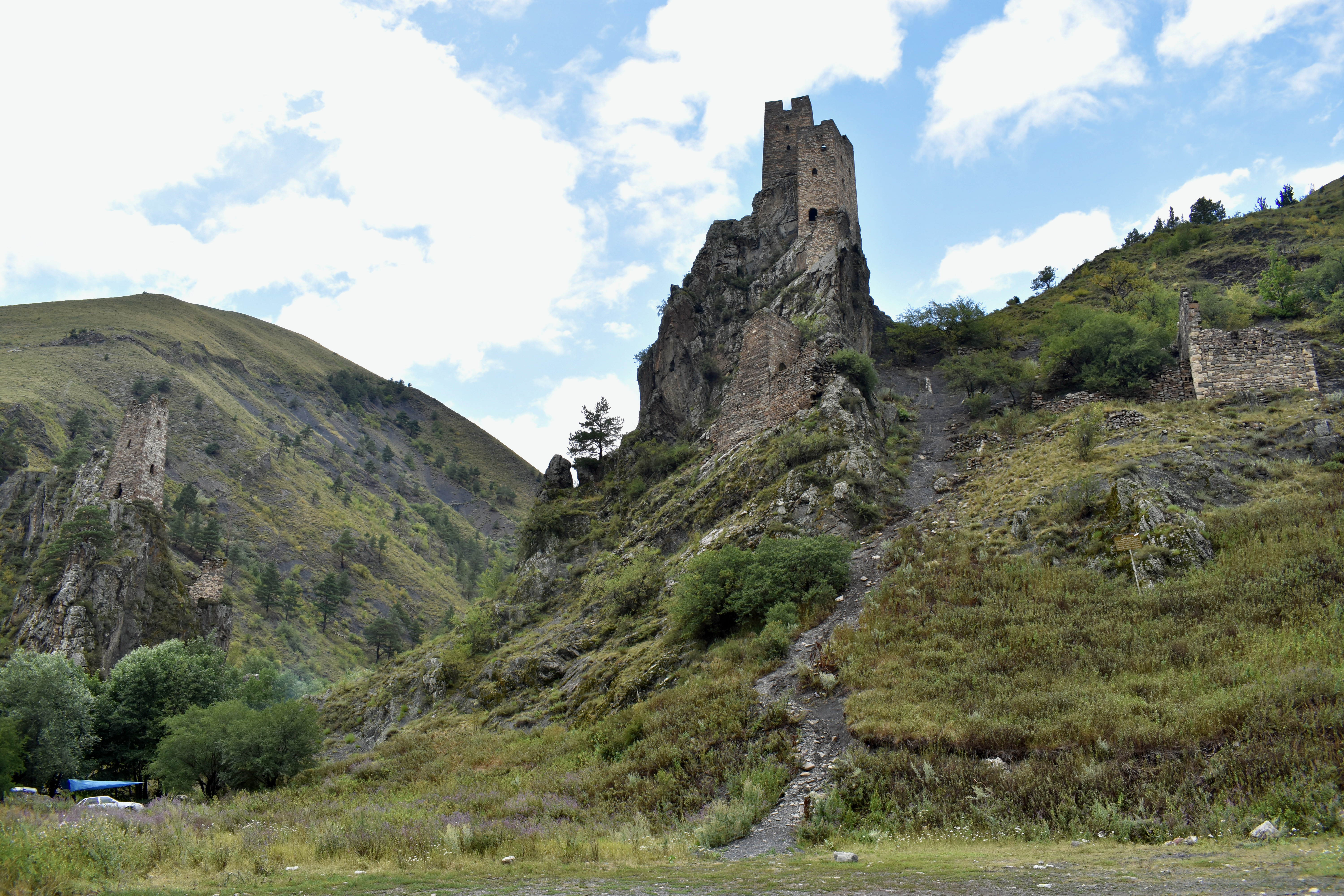
Комплекс Вовнушки

Вовнушки (від інг. Вӏо́внашке — місце оборонних веж) — середньовічний комплекс захисно-сторожових інгушських веж . Є унікальною пам'яткою інгушської архітектури, що входить до Джейрахсько-Ассинського державного історико-архітектурного та природного музею-заповідника . Розташований у високогірному Джейрахському районі сучасної Інгушетії . Башти «Вовнушки» також традиційно відносять до родових веж інгушського тейпу «Оздой». Перші достовірні описи Вовнушек відносять до початку XVIII століття  .

## Опис
Вовнушки - один із середньовічних баштових комплексів Інгушетії . Пам'ятник Вовнушки складається з трьох основних веж, дві з яких збудовані на вершині однієї скелі та одна на протилежній скелі. Башти комплексу здалеку пригортають до себе увагу, хоча й розташовані у мальовничій ущелині річки Гулойхі на фоні вражаючих скель та хребтів Кавказу . Башти складені з каменю та виглядають як природне продовження скель, на вершинах яких вони збудовані. Вони представляють собою чотириповерховими будовами усіченої пірамідальної форми з пласкими дахами та вузькими вікнами-бійницями. Загороджувальні мури, що перекривають доступ до веж, органічно вписані в рельєф неприступних скель.

## Визначна пам'ятка
У 2008 році баштовий комплекс Вовнушки став фіналістом конкурсного проекту Сім чудес Росії, організованого газетою «Ізвєстия», телеканалом «Росія» та радіостанцією «Маяк».
У 2009 році зображення баштового комплексу Вовнушки з'явилося на марці Пошти Росії «Республіка Інгушетія» у серії «Регіони».
У 2010 році Банк Росії у серії «Пам'ятники архітектури» випустив пам'ятну срібну монету із зображенням однієї з сторожових веж комплексу «Вовнушки» номіналом 3 рублі та вагою 31,1 грамів.

## Галерея

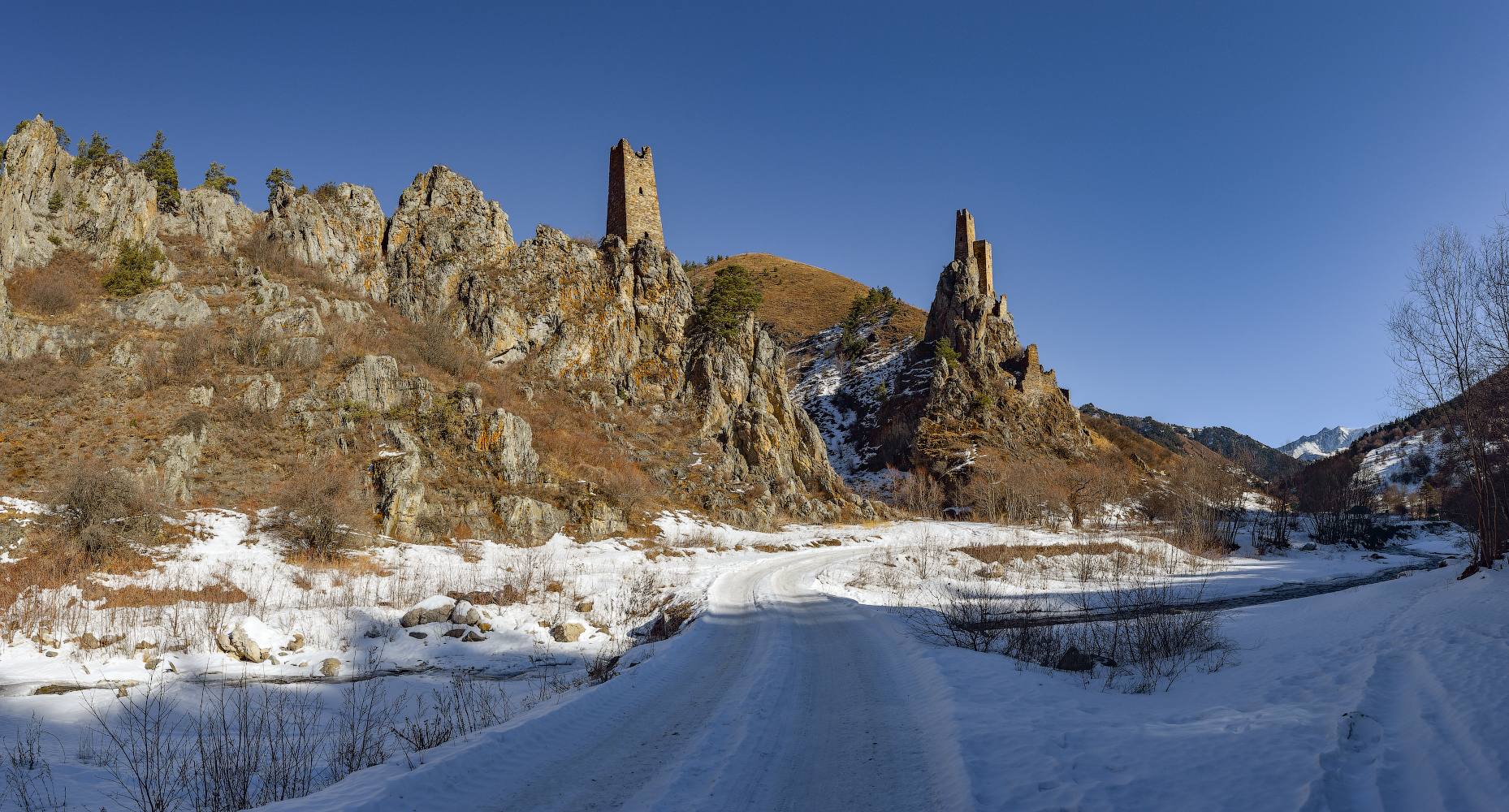
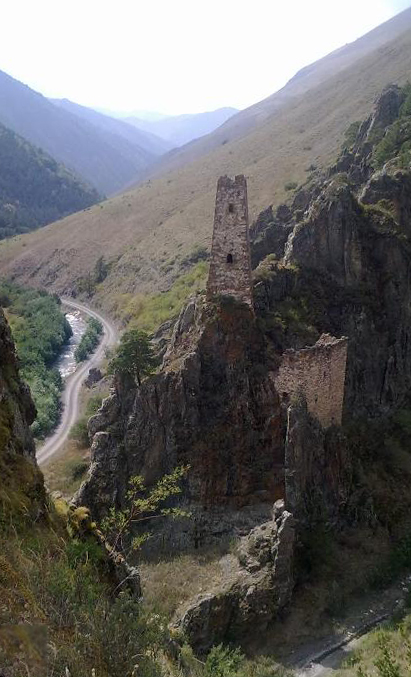
Західна вежа
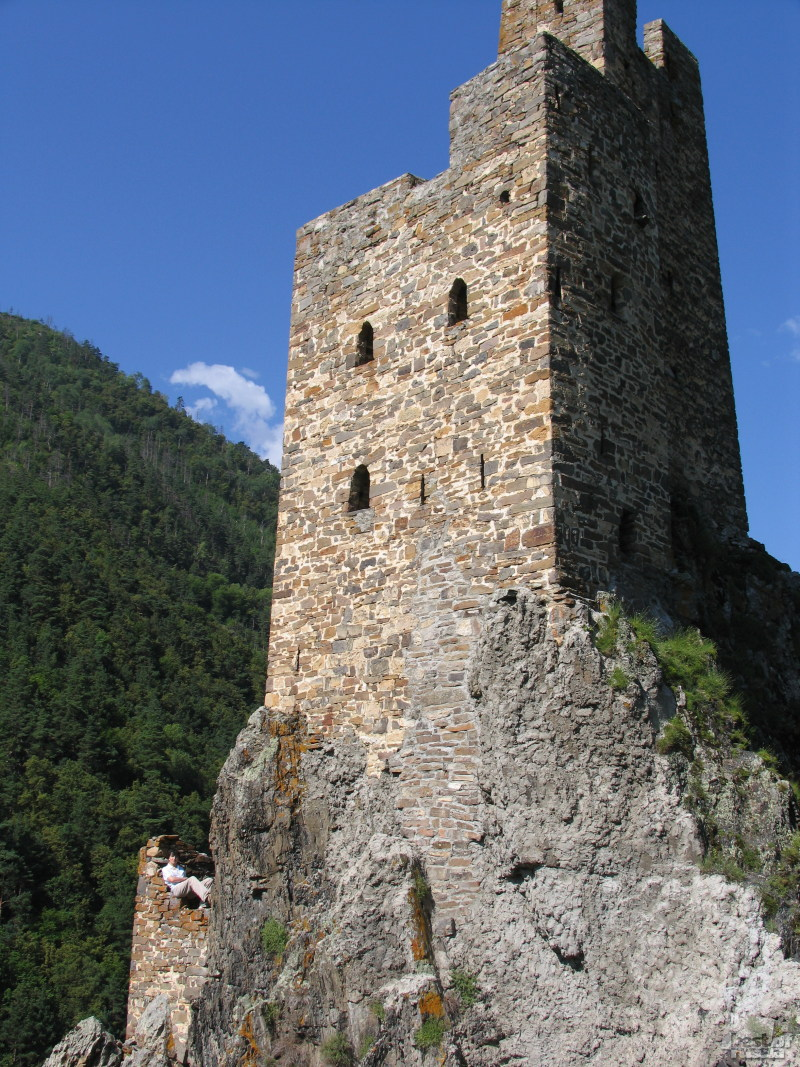
Східні башти
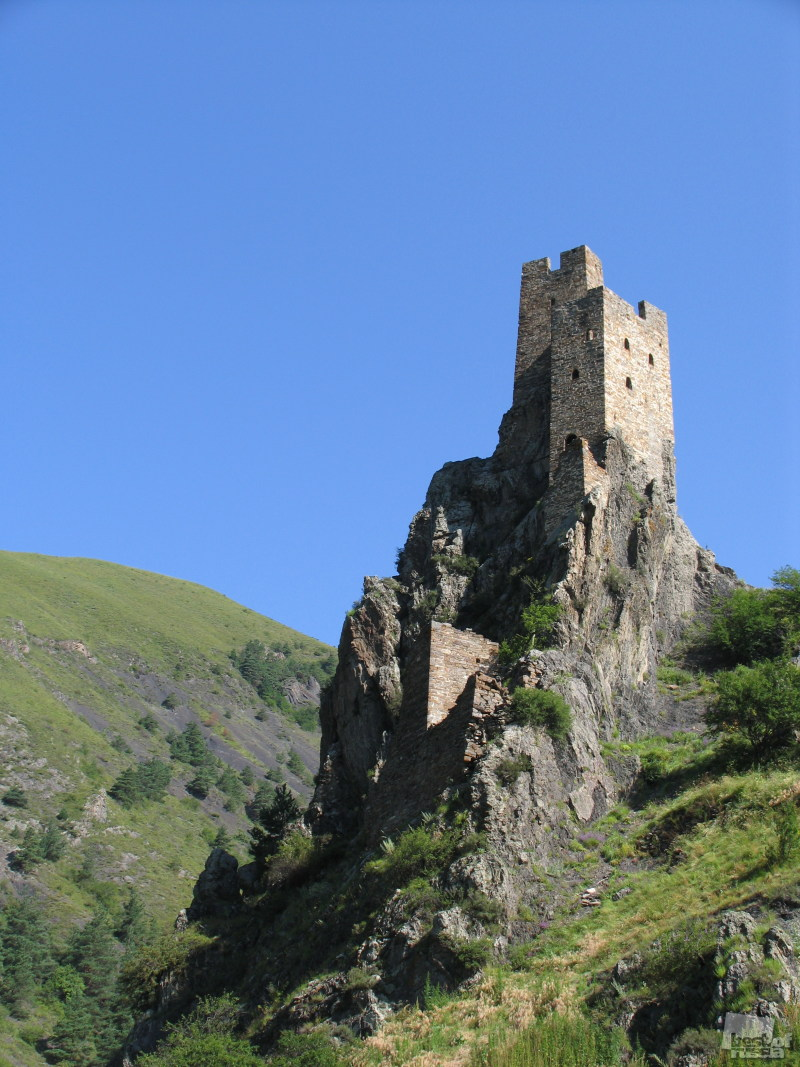
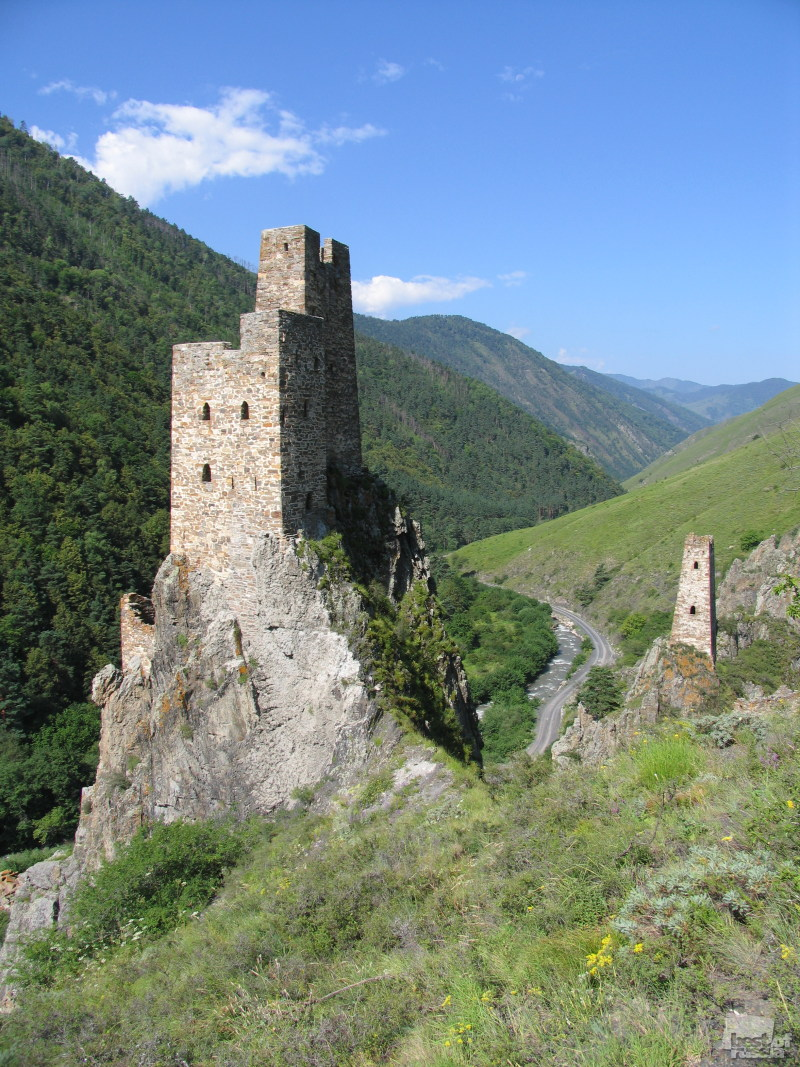
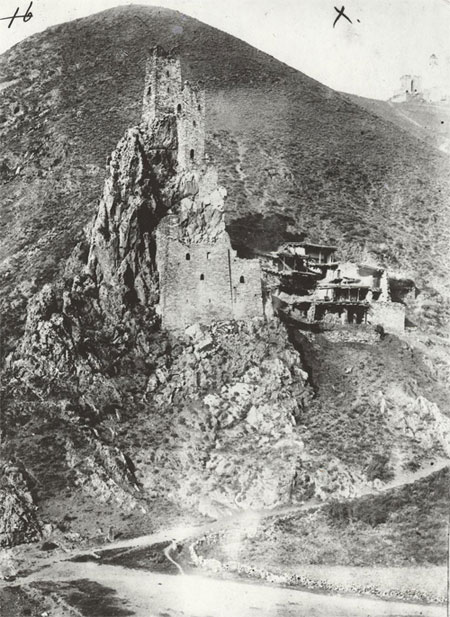
Фотографія 1910 року
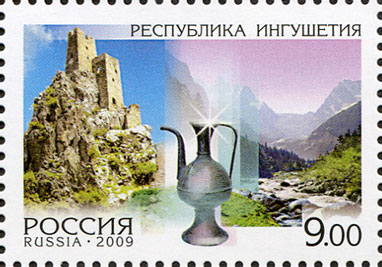
Вовнушки на марці Пошти Росії "Республіка Інгушетія", Серія "Регіоні". 2009
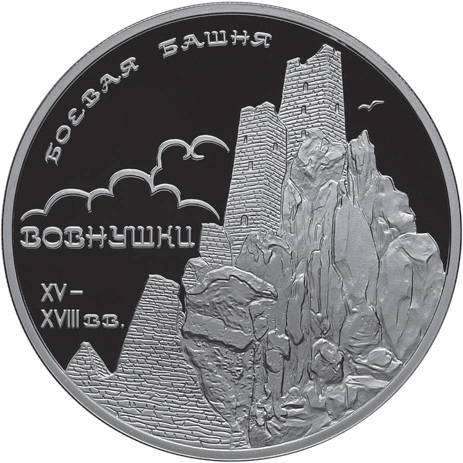
Вовна на пам'ятній монеті Банку Росії. Серія "Пам'ятники архітектури". 2010